# Stella
Stella és una pel·lícula estatunidenca de John Erman estrenada l'any 1990. És un remake, el tema ja l'havien portat a la pantalla l'any 1925 i 1937 (Stalla Dallas de King Vidor). Ha estat doblada al català. Té 2 nominacions als Premis Razzie: Pitjor actriu (Midler) i pitjor cançó original

## Argument
Stella és una dona amb un desig: que la seva filla arribi a dalt de tot, on ella no ha pogut arribar. Per a això, haurà de passar per una vida plena d'amargors.

## Repartiment
- Bette Midler: Stella Clara
- John Goodman: Ed Munn
- Trini Alvarado: Jenny Clara
- Stephen Collins: Stephen Dallas
- Marsha Mason: Janice Morrison
- Eileen Brennan: Mrs. Wilkerson
- Linda Hart: Debbie Whitman
- Ben Stiller: Jim Uptegrove
- William McNamara: Pat Robbins
- John Bell: Bob Morrison
- Ashley Peldon: Jenny (3 anys)
- Alisan Portar: Jenny (8 anys)
- Kenneth Kimmins: Guarda de Seguretat
- Bob Gerchen: Barman
- Willie Rosario: Cambrer